# Aliaxei Abalmasau
Aliaxei Abalmasau (en bielorruso: Аляксей Абалмасаў, transliteración rusa, Alexei Abalmasov; Borísov, URSS, 20 de junio de 1980) es un deportista bielorruso que compitió en piragüismo en la modalidad de aguas tranquilas.
Participó en dos Juegos Olímpicos, Atenas 2004 y Pekín 2008, obteniendo una medalla de oro en Pekín en la prueba de K4 1000 m. Ganó seis medallas en el Campeonato Mundial de Piragüismo entre los años 2002 y 2010, y nueve medallas en el Campeonato Europeo de Piragüismo entre los años 2004 y 2009.

## Palmarés internacional
| Juegos Olímpicos   | Juegos Olímpicos         | Juegos Olímpicos  | Juegos Olímpicos |
| Año                | Lugar                    | Medalla           | Competición      |
| ------------------ | ------------------------ | ----------------- | ---------------- |
| 2008               | Pekín (China)            | Medalla de oro    | K4 1000 m        |
| Campeonato Mundial |                          |                   |                  |
| Año                | Lugar                    | Medalla           | Competición      |
| 2002               | Sevilla (España)         | Medalla de plata  | K4 500 m         |
| 2005               | Zagreb (Croacia)         | Medalla de oro    | K4 500 m         |
| 2005               | Zagreb (Croacia)         | Medalla de bronce | K4 200 m         |
| 2006               | Szeged (Hungría)         | Medalla de bronce | K4 1000 m        |
| 2009               | Dartmouth (Canadá)       | Medalla de oro    | K4 1000 m        |
| 2010               | Poznań (Polonia)         | Medalla de plata  | K4 1000 m        |
| Campeonato Europeo |                          |                   |                  |
| Año                | Lugar                    | Medalla           | Competición      |
| 2001               | Milán (Italia)           | Medalla de bronce | K4 500 m         |
| 2001               | Milán (Italia)           | Medalla de bronce | K4 1000 m        |
| 2004               | Poznań (Polonia)         | Medalla de plata  | K4 500 m         |
| 2005               | Poznań (Polonia)         | Medalla de oro    | K4 500 m         |
| 2006               | Račice (República Checa) | Medalla de oro    | K4 200 m         |
| 2006               | Račice (República Checa) | Medalla de plata  | K4 1000 m        |
| 2007               | Pontevedra (España)      | Medalla de plata  | K4 200 m         |
| 2008               | Milán (Italia)           | Medalla de bronce | K4 500 m         |
| 2009               | Brandeburgo (Alemania)   | Medalla de oro    | K4 1000 m        |